# Lathys humilis

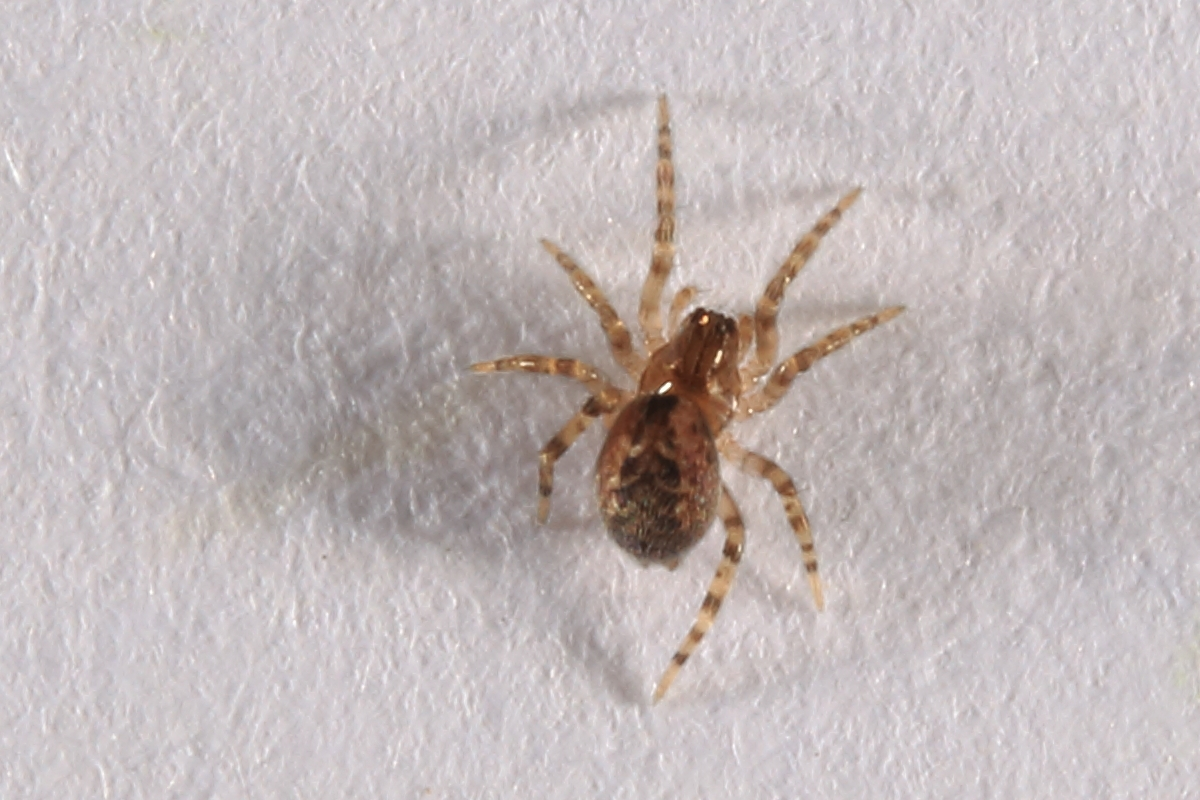

Lathys humilis – gatunek pająka z rodziny ciemieńcowatych. Zamieszkuje większą część krainy palearktycznej.

## Taksonomia
Gatunek ten opisany został w 1855 roku przez Johna Blackwalla jako Ciniflo humilis. W 1873 Tamrlan Thorell przeniósł go do rodzaju Lethia. Do rodzaju  Lathys przeniesiony został w 1891 roku przez Corneliusa Chyzera i Władysława Kulczyńskiego.

## Morfologia
Samce osiągają od 1,75 do 2,5 mm, a samice od 1,75 do 2,8 mm długości ciała. Karapaks zmierzony u 2 samców miał od 0,93 do 1 mm długości i od 0,75 do 0,79 mm szerokości, a u 7 samic od 0,88 do 1,03 mm długości i od 0,68 do 0,83 mm szerokości. Ubarwienie karapaksu może być od jasno- do ciemnobrązowego z ciemniejszymi krawędziami i pasami rozchodzącymi się promieniście. Brązowe do ciemnobrązowych szczękoczułki u samca mają wklęsłe wierzchołki i długie kły jadowe. Sternum ma kolor ciemnobrązowy. Odnóża są żółtawobrązowe, jasnobrązowe lub jasnoszare, wyraźnie obrączkowane. Kolejność par odnóży od najdłuższej do najkrótszej przedstawia się następująco: I, II, IV, III. Opistosoma (odwłok) ma wierzch brązowawy lub szarawobrązowy, u samca z ciemnobrązową, załamaną przepaską środkową i ciemnymi, zakrzywionymi paskami po bokach, zaś u samicy z ciemną przepaską środkową i białawymi kropkami. Wzór na opistosomie może być również ciemniejszy, czarniawy. Na szarawobrązowym spodzie opistosomy samicy znajdują się dwie brązowe przepaski.
Nogogłaszczki samca mają spiczastą, zębokształtną apofizę w części odsiebno-grzbietowej rzepki. Konduktor ma szeroką, ustawioną pod kątem prostym podstawę, wydłużony zakręt końcowy i trójkątną w widoku brzusznym ostrogę. Płytka płciowa samicy ma szeroką beleczkę środkową, szeroki przedsionek i prześwitujące przez oskórek części narządów rozrodczych. Wąskie przewody kopulacyjne są silnie zakrzywione. Zbiorniki nasienne mają owalny kształt.

## Ekologia i występowanie
Pająk znany z Portugalii, Hiszpanii, Andory, Irlandii, Wielkiej Brytanii, Francji, Belgii, Holandii, Niemiec, Danii, Szwecji, Norwegii, Finlandii, Szwajcarii, Liechtensteinu, Austrii, Włoch, Estonii, Łotwy, Polski, Czech, Słowacji, Węgier, Słowenii, Chorwacji, Białorusi, Ukrainy, Rumunii, Bułgarii, Serbii, Czarnogóry, Albanii, Grecji, Rosji, Turcji, Gruzji, Azerbejdżanu i Iranu. Na wschód sięga do wschodniej części Palearktyki. Jest najpospolitszym z europejskich przedstawicieli rodzaju.
Podgatunek L. h. meridionalis występuje w Hiszpanii, Andorze, kontynentalnej Francji, na Korsyce i w Afryce Północnej.
Zamieszkuje stanowiska nasłonecznione, w tym widne bory sosnowe i dąbrowy. Bytuje na krzewach, roślinach zielnych, gałęziach, pod porostami, w ściółce i na powierzchni gruntu. Dojrzałe samice aktywne są od cały rok, zaś samce od marca do początku października. 